# MSAS

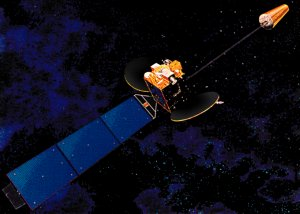
MTSAT-1

MSAS (MTSAT Satellite Augmentation System) is de Japanse versie van WAAS / EGNOS.
Het navigatiesysteem wordt ontwikkeld door het Japan Civil Aviation Bureau ten behoeve van civiele navigatie. Het systeem kent onder meer een integriteitsfunctie. Via deze functie wordt op real-time basis informatie over de conditie van de GPS-constellatie naar de vliegtuigen gezonden. Ook is er een correctiefunctie beschikbaar, waarmee de nauwkeurigheid van de plaatsbepaling door middel van correcties wordt verhoogd. Het systeem is in ontwikkeling. In de loop van 2001 komt fase 1 van MSAS beschikbaar. Na het beschikbaar komen van fase 1 zal het systeem gemodificeerd en verbeterd worden (2001-2003), waarna de definitieve MSAS capaciteit in 2005 volledig beschikbaar komt. Dit systeem wordt hoofdzakelijk in de luchtvaart gebruikt. Vanaf 27 september 2007 zal het systeem vermoedelijk beschikbaar zijn voor de luchtvaart.